# Giuseppe Pizzirani
Giuseppe Pizzirani (Baricella, 19 marzo 1898 – ...) è stato un politico italiano.

## Biografia
Già ardito di guerra con il grado di tenente durante il primo conflitto mondiale aderì all'associazione Arditi d'Italia. Quando si svolse il congresso nazionale di Bologna fra il 22 e il 23 ottobre 1922 venne fondata la nuova Federazione nazionale Arditi d'Italia di cui Pizzirani divenne segretario generale. Durante il regime fascista ricoprì il ruolo di federale fascista di Rovigo e Padova fino a diventare deputato alla Camera dei Fasci e delle Corporazioni nella XXX Legislatura.
Con la proclamazione della Repubblica Sociale Italiana divenne federale di Roma dove fu chiamato inizialmente a svolgere l'incarico di ispettore dei Fasci e in seguito a sostituire il federale Gino Bardi, il quale aveva costituito una banda dedita a rapine e di cui aveva guidato l'arresto dopo un'irruzione in Palazzo Braschi il 26 novembre 1943. Il 18 febbraio 1944 subì, uscendone illeso, un attentato gappista nel corso del quale morirono tre agenti di scorta, l'autista e il vice segretario federale Serafini.

Pizzirani durante il passaggio di consegne a Pasqualucci nuovo federale di Roma

Poco prima della liberazione di Roma il 12 febbraio 1944 lasciò l'incarico a Renato Pasqualucci per assumere l'incarico di vicesegretario nazionale del Partito Fascista Repubblicano, carica che mantenne fino al novembre dello stesso anno quando fu sostituito da Pino Romualdi. In questo periodo, mentre il segretario del partito Alessandro Pavolini si trasferì in Toscana a ridosso del fronte per costituire le prime formazioni delle Brigate Nere, Pizzirani svolse analoga funzione nel nord Italia.
Nel novembre 1944 divenne alto commissario per il Veneto fino alla fine della guerra in questo periodo appoggiò l'azione del ministro dell'Interno volta a riorganizzare le forze di polizia della RSI e i reparti autonomi ponendoli tutti sotto il comando delle questure. A tal fine in una riunione tenuta a Padova il 5 gennaio 1945 alla presenza dei questori del Veneto, degli uffici provinciali della Guardia Nazionale Repubblicana e degli stati maggiori delle Brigate Nere tentò inutilmente di portare sotto l'esclusiva responsabilità delle questure la tutela dell'ordine pubblico scontrandosi però con la GNR e le Brigate Nere che non nutrivano fiducia nella polizia. Pizzirani, scontento del clima di reciproca sfiducia, trovò comunque un compromesso in Veneto delegando l'ordine pubblico alle questure e i reati politici agli UPI della GNR mentre le Brigate Nere avrebbero avuto ruolo esclusivamente militare. La sera del 27 aprile 1945 firmò la resa delle autorità civili di Padova al CLN.
Processato in contumacia dalla corte di assise speciale di Padova fu condannato a venticinque anni per collaborazionismo. L'11 novembre 1946 Pizzirani fu amnistiato e poco tempo dopo prese parte alla nascita del Movimento Sociale Italiano.
Nel dopoguerra organizzò alcuni gruppi neofascisti clandestini. Referente a Roma dei Fasci di azione rivoluzionaria fece parte del direttorio e il 21 giugno 1947 nell'ambito di una estesa serie di perquisizioni svolte in tutta Italia fu arrestato dalle forze dell'ordine. Nonostante la perdita di Pizzirani la guida dell'organizzazione rimase intatta anche se alcuni mesi più tardi si sciolse. Lo storico Giuseppe Parlato definisce Pizzirani «personaggio non marginale nelle vicende del passaggio dalla RSI al neofascismo».
In seguito si candidò alla Camera alle elezioni politiche del 1958 nelle liste del Movimento Sociale Italiano senza essere eletto.